# Превале (Италия)
Прева̀ле (на италиански: Prevalle, на източноломбардски: Guiù, Гую) е градче и община в Северна Италия, провинция Бреша, регион Ломбардия. Разположено е на 180 m надморска височина. Населението на общината е 6960 души (към 2013 г.).